# Bounty Train
Bounty Train — стратегічна комп'ютерна гра в реальному часі з рольовими елементами, створена Українською компанією Corbie Games і опублікована Daedalic Entertainmement 16 травня 2017 року для Windows і Mac OS. За бойову складову гра отримала прізвисько Faster Than Horse, посилаючись на гру FTL: Faster Than Light.

## Сюжет
Грудень 1860 року. Уолтер Рід прибув в США в грудні 1860 року на похорон батька, смерть якого викликає безліч питань. Його спадщина у вигляді акцій залізничної компанії Central Pacific Railroad намагається захопити Корнеліус Тільберднар, для боротьби з яким юнак повинен зібрати контрольний пакет акцій в 51 % раніше суперника. До тих пір Уолтер не може отримати доступ до активів батька, тому йому доведеться почати заробляти необхідний капітал одним поїздом.

## Ігровий процес
Дія гри відбувається з 1860 по 1868 рік, гравець подорожує по США від Портленда на сході до Мемфіса на заході, продаючи товари, перевозячи пасажирів, доставляючи пошту, виконуючи доручення мерів і т. д. У нього є можливість приєднатися до однієї з чотирьох фракцій.
Економіка в грі жива — ціни плавно змінюються самі по собі і застарівають, а також на них впливають певні події, в тому числі історичні. У міру розвитку гри доведеться купувати нові локомотиви і вагони, які відрізняються технічними характеристиками і призначенням. Для відкриття нових ділянок необхідно отримати ліцензії від керуючої компанії: або купити їх, або надати деякі послуги міським адміністраціям.
Події громадянської війни в США вплетені в ігровий процес, під час подорожей ви можете зустріти реальних історичних персонажів, таких як Алан Пінкертон або Авраам Лінкольн.
Гравець прокладає маршрут на глобальній карті і встановлює поріг споживання вугілля, визначаючи швидкість, ручне управління активується тільки в разі нападів індіанців, бандитів, дезертирів і регулярних армій США і CSA
Бої відбуваються в режимі реального часу з тактичною паузою, де підлеглим гравця доведеться відстрілюватися від наздоганяння поїзда і вступати в рукопашний бій з тими, хто заліз в машину. Персонажі набувають досвіду, покращують характеристики і набувають нових навичок. В результаті боїв можна взяти зброю з трупів переможених супротивників, яке можна придбати за готівку. При цьому навіть вдалий бій загрожує пошкодженням поїзда і вантажу, а також травмами і загибеллю членів команди, через що часто вигідніше просто розплатитися з бандитами (які потім будуть рідше нападати).

## Випуск
16 травня 2017 року гра покинула дочасний доступ Steam. Повна версія для ПК і Mac також включала артбук, саундтрек, пару унікальних предметів і перший DLC.
5 червня 2018 року вийшов DLC «Новий Захід», додавши нову однокористувацьку кампанію, види поїздів, озброєння, ресурси і місії.

## Рецепція
На веб-сайті оглядового кампанії Metacritic гра оцінюється в 66 %, на основі 8 професійних оглядів.
Журналіст «Rock, Paper, Shotgun» Алек Мір в огляді версії гри в дочасному доступі Steam поскаржився на нудний геймплей, який можна розширити за рахунок більшої опрацювання персонажів і режиму рейду. При цьому в своєму захисті він вказав на серйозний рівень опрацювання представленої версії, також відзначивши вплив ігор FTL і Out There на неї.